# District d'Erqi
Le district d'Erqi (二七区 ; pinyin : Èrqī Qū) est une subdivision administrative de la province du Henan en Chine. Il est placé sous la juridiction de la ville-préfecture de Zhengzhou.

## Transport
Le district d'Erqi comprend la Gare de Zhengzhou, une des plus grandes gares de Chine.